# Temporada 1985-1986 del RCD Espanyol
Dades de la Temporada 1985-1986 del RCD Espanyol.

## Fets Destacats
- 22 de juliol de 1985: Amistós: Toulouse FC 1 - Espanyol 0[5]
- 23 d'agost de 1985: Torneig Ciutat de Barcelona: Espanyol 3 - Reial Madrid 5[6]
- 31 d'agost de 1985: Lliga: Espanyol 5 - Cadis CF 0[7]
- 15 de desembre de 1985: Lliga: Espanyol 4 - Hèrcules CF 1[8]
- 18 de setembre de 1985: Copa: Espanyol 7 - CE Júpiter 1[9]
- 13 de novembre de 1985: Copa: CD Plasencia 1 - Espanyol 5[10]
- 6 d'abril de 1986: Lliga: Espanyol 4 - Sevilla FC 2[11]
- 20 d'abril de 1986: Lliga: Espanyol 5 - FC Barcelona 3[12]

## Resultats i Classificació
- Lliga d'Espanya: Onzena posició amb 31 punts (34 partits, 11 victòries, 9 empats, 14 derrotes, 43 gols a favor i 40 en contra).
- Copa d'Espanya: Eliminà successivament CE Júpiter, UE Figueres i CD Plasencia a les tres primeres rondes, però fou eliminat pel Real Oviedo a setzens de final.
- Copa de la Lliga: Eliminà el Celta de Vigo a setzens de final, però fou eliminat pel València CF a vuitens de final.

## Plantilla
| P   | Jugador               | Lliga | Lliga | Copa d'Espanya | Copa d'Espanya | Copa de la Lliga | Copa de la Lliga |
| P   | Jugador               | PJ    | G     | PJ             | G              | PJ               | G                |
| --- | --------------------- | ----- | ----- | -------------- | -------------- | ---------------- | ---------------- |
| POR | Thomas N'Kono         | 32    | -36   | 8              | -9             | 4                | -9               |
| POR | Miquel Duran          | 2     | -4    | -              | 0              | -                | -                |
| POR | Manuel H. Domínguez   | -     | -     | -              | -              | -                | -                |
| DEF | Job                   | 31    | 1     | 8              | -              | 4                | -                |
| DEF | Josep Maria Gallart   | 24    | -     | 6              | -              | 4                | -                |
| DEF | Antoni Arabí          | 18    | -     | 6              | -              | 2                | -                |
| DEF | Jaime Martínez        | 17    | -     | 4              | -              | ..               | -                |
| DEF | Froilán Maldonado     | 16    | -     | 5              | 1              | 3                | -                |
| DEF | Miquel Soler          | 14    | 2     | 2              | -              | 4                | -                |
| DEF | Miguel Ángel          | 10    | -     | 2              | 2              | -                | -                |
| DEF | Joan Golobart         | 4     | -     | -              | -              | ..               | -                |
| DEF | Joan A. López Toribio | 1     | -     | 1              | -              | -                | -                |
| DEF | Pedro Patón           | -     | -     | -              | -              | -                | -                |
| MIG | Diego Orejuela        | 33    | 2     | 6              | 3              | 4                | -                |
| MIG | John Lauridsen        | 32    | 7     | 6              | 2              | 4                | 1                |
| MIG | Bartolomé Márquez     | 32    | 10    | 6              | -              | 4                | 3                |
| MIG | Iñaki Pérez           | 30    | 1     | 6              | 1              | 1                | -                |
| MIG | Manuel Zúñiga         | 29    | 1     | 6              | 2              | 4                | -                |
| MIG | Juan Antonio Mentxaka | 10    | -     | 4              | -              | 1                | -                |
| DAV | Michel Pineda         | 34    | 6     | 7              | 7              | 4                | 2                |
| DAV | Jesús García Pitarch  | 30    | 6     | 7              | 2              | 2                | -                |
| DAV | Orlando Giménez       | 25    | 4     | 7              | 3              | 2                | -                |
| DAV | Eduard Mauri          | 13    | 2     | 5              | 2              | 4                | 1                |
| DAV | Albert Forcadell      | 1     | -     | -              | -              | 1                | -                |